# Seventh Son of a Seventh Son
A Seventh Son of a Seventh Son a brit Iron Maiden hetedik nagylemeze, amely 1988. április 11-én jelent meg. Európában az EMI, az Egyesült Államokban pedig a Capitol jelentette meg (itt 2002-ben újra megjelent a Sanctuary/Columbia Records gondozásában). A 2000-es Brave New World-ig ez volt az utolsó lemezük, amelyen még hallható Adrian Smith gitáros. Kislemezként a Can I Play with Madness-t, a The Evil That Men Do-t, a The Clairvoyant-ot és az Infinite Dreams-t adták ki róla. A lemez a UK Albums Chart listáján az első, míg a Billboard 200-on a 12. helyen nyitott.
Sok rajongó szerint ez az (egyik) legjobb albumuk, de egy interjúban Steve Harris is úgy fogalmazott, hogy a The Number of the Beast mellett ez a legjobban sikerült alkotásuk.
Zeneileg az előző, Somewhere in Time albumon megkezdett slágeresebb, kísérletezősebb és egyben progresszívabb irányvonal teljesedik ki. Ezen a korongon is helyet kaptak a gitárszintetizátorok, a védjegyüknek számító galoppozós témák és a hosszabb epikus dalok.
A lemezhez elkészült első dal a The Clairvoyant volt, melynek szövegét Steve Harris elmondása szerint Doris Stokes brit spiritualista inspirálta, aki állítólag a jövőbe látó látnok volt. Emellett a lemez fő témáját a jó és a gonosz harca, misztikus, profetikus látomások, reinkarnáció és a halál utáni élet adja.
Az album egy konceptlemez, vagyis a dalok egy összefüggő történetet mesélnek el. A sztori szerint ha egy hetedik gyereknek hetedik fia születik, akkor az különleges képességekkel lesz megáldva. A szereplő lelkében a gonosz és a jó küzd meg egymással, ahol a Maiden meséjében a gonosz győz.
A lemezt bemutató turnén a háttérvászon is a lemez történetének és a borítónak megfelelő látványképpel párosult. Gleccserek, havas hegyek, jetik borították el a nagy sikerű turné színpadait.

## Számlista
|    | Cím                          | Szerző(k)                     | Hossz |
| -- | ---------------------------- | ----------------------------- | ----- |
| 1. | Moonchild                    | Bruce Dickinson, Adrian Smith | 5:39  |
| 2. | Infinite Dreams              | Steve Harris                  | 6:09  |
| 3. | Can I Play with Madness      | Dickinson, Smith, Harris      | 3:31  |
| 4. | The Evil That Men Do         | Dickinson, Smith, Harris      | 4:34  |
| 5. | Seventh Son of a Seventh Son | Harris                        | 9:53  |
| 6. | The Prophecy                 | Dave Murray, Harris           | 5:05  |
| 7. | The Clairvoyant              | Harris                        | 4:27  |
| 8. | Only the Good Die Young      | Dickinson, Harris             | 4:42  |

| 1. | Black Bart Blues                  | Dickinson, Harris                       | 6:41 |
| 2. | Massacre (Thin Lizzy feldolgozás) | Brian Downey, Phil Lynott, Scott Gorham | 2:53 |
| 3. | Prowler88                         | Harris                                  | 4:07 |
| 4. | Charlotte the Harlot              | Murray                                  | 4:11 |
| 5. | Infinite Dreams (élő)             | Harris                                  | 6:03 |
| 6. | The Clairvoyant (élő)             | Harris                                  | 4:27 |
| 7. | The Prisoner (élő)                | Smith, Harris                           | 6:09 |
| 8. | Killers (élő)                     | Paul Di'Anno, Harris                    | 5:03 |
| 9. | Still Life (élő)                  | Murray, Harris                          | 4:38 |

## Közreműködők
- Bruce Dickinson – ének
- Dave Murray – gitár
- Adrian Smith – gitár, vokál, szintetizátor
- Steve Harris – basszusgitár, basszusszintetizátor, vokál
- Nicko McBrain – dob, ütőhangszerek
- Michael Kenney – billentyűs hangszerek
- Martin Birch – producer, hangmérnök, keverés,
- Albert Boekholt – mérnök asszisztens
- Ronald Prent – mérnök asszisztens
- George Marino – maszterizálás

## Helyezések

### Album
| Év   | Lista                  | Pozíció |
| ---- | ---------------------- | ------- |
| 1988 | UK Albums Chart        | 1       |
| 1988 | U.S. Billboard Hot 200 | 12      |

### Kislemezek
| Év   | Kislemez                  | Lista            | Pozíció | Album                          |
| ---- | ------------------------- | ---------------- | ------- | ------------------------------ |
| 1988 | "Can I Play With Madness" | UK Singles Chart | 3       | "Seventh Son of a Seventh Son" |
| 1988 | "The Evil That Men Do"    | UK Singles Chart | 5       | "Seventh Son of a Seventh Son" |
| 1988 | "The Clairvoyant"         | UK Singles Chart | 6       | "Seventh Son of a Seventh Son" |
| 1989 | "Infinite Dreams"         | UK Singles Chart | 6       | "Seventh Son of a Seventh Son" |
| 1990 | "Can I Play With Madness" | UK Singles Chart | 10      | "The First Ten Years"          |
| 1990 | "Can I Play With Madness" | Sweden           | 12      | "The First Ten Years"          |
| 1990 | "The Clairvoyant"         | UK Singles Chart | 11      | "The First Ten Years"          |